# Temporizador

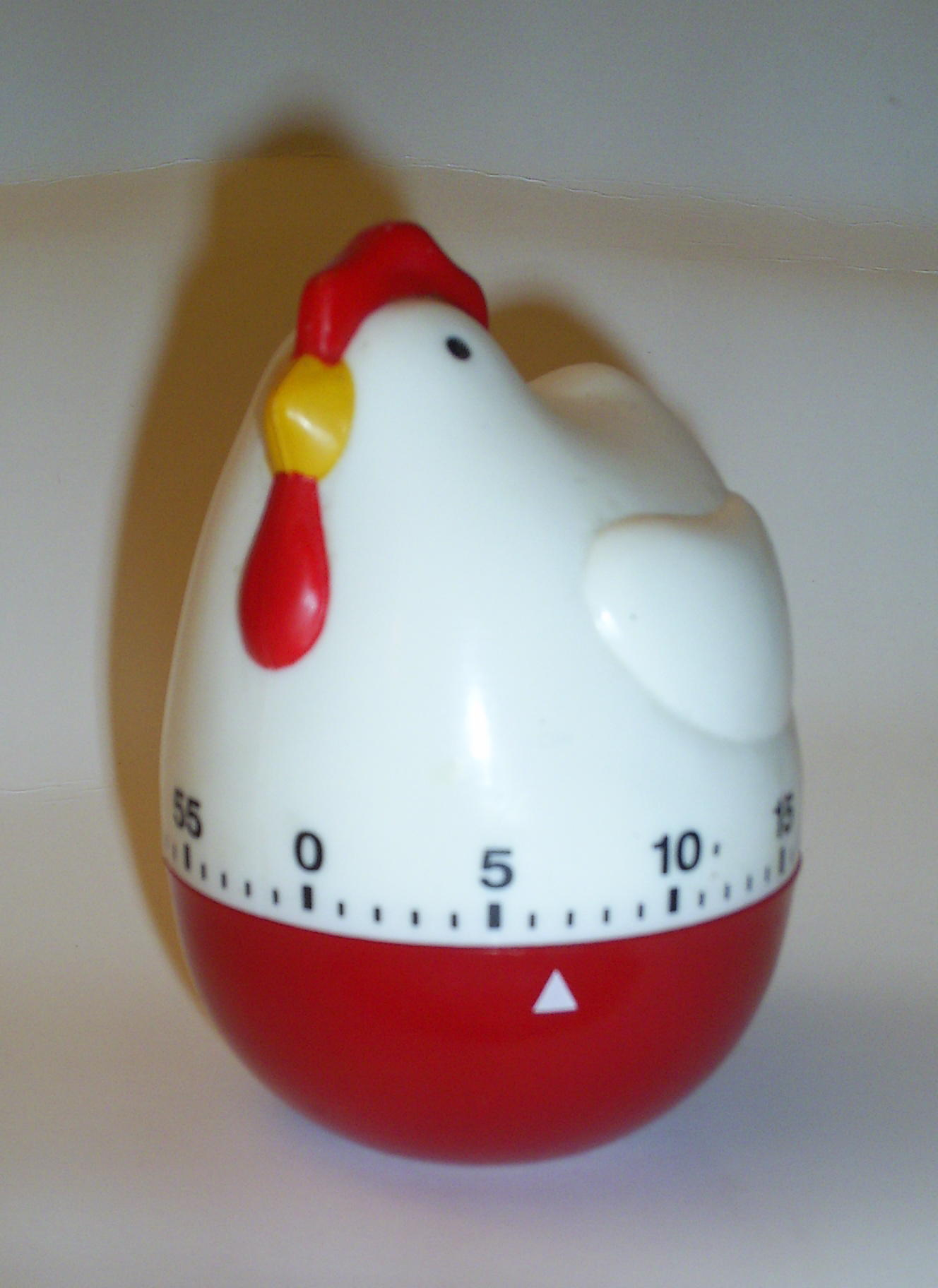
Un temporizador mecánico para su uso en la cocina.

Un temporizador  es un dispositivo, con frecuencia programable, que permite medir el tiempo. La primera generación fueron los relojes de arena, que fueron sustituidos por relojes convencionales y más tarde por un dispositivo íntegramente electrónico. Cuando trascurre el tiempo configurado, se hace saltar una alarma o alguna otra función a modo de advertencia.
Es un aparato con el que podemos regular la conexión o desconexión de un circuito eléctrico después de que se ha programado un tiempo. El elemento fundamental del temporizador es un contador binario, encargado de medir los pulsos  suministrados por algún circuito oscilador con una base de tiempo estable y conocida.

## Uso doméstico
Un temporizador puede ser un dispositivo para controlar los tiempos de cocción (denominándose este tipo de temporizador como minutero). A menudo se integran en los hornos convencionales u hornos microondas. Aparatos como la lavadora o la secadora también están equipados con temporizadores.
En la actualidad la mayor parte de los aparatos electrónicos, tales como los teléfonos móviles o los ordenadores personales, cuentan con una función de temporizador.

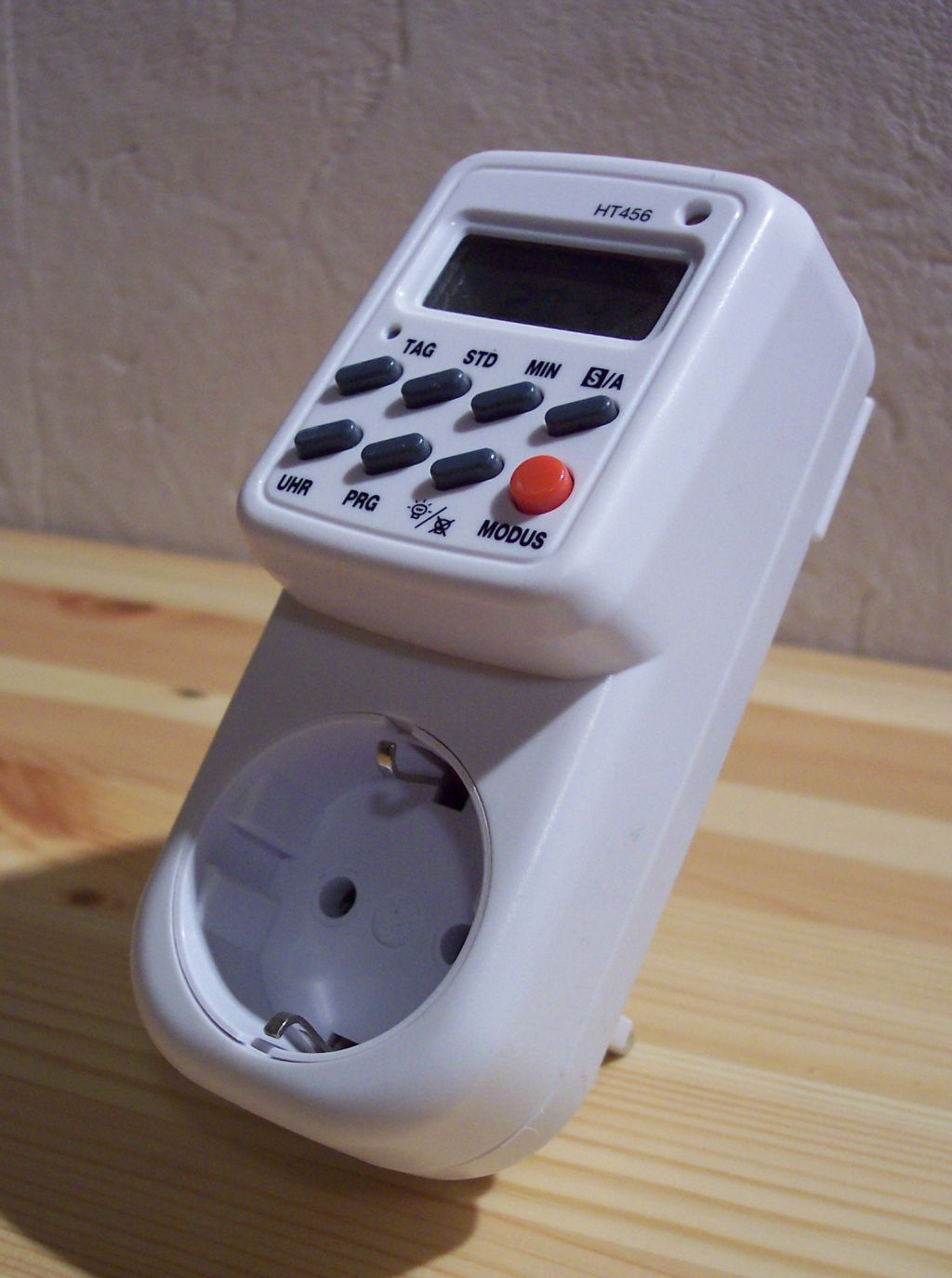
Zócalo con un temporizador.

Un temporizador puede usarse asimismo como un simulador de presencia para que un aparato electrónico (como una radio o una luz) permanezca encendido durante un tiempo predeterminado, con el fin de prevenir robos. Igualmente puede emplearse para que un dispositivo conectado a la corriente eléctrica se conecte o desconecte en un momento dado (relativo, p.ej. al de una hora o absoluto, p.ej. a las 13.00). Esto es especialmente útil para aquellos aparatos que no cuentan con un temporizador propio o que no pueden programarse.

## Minutero de escalera o garaje
Un minutero o automático de escalera se suele utilizar durante un tiempo preprogramado (que puede llegar hasta los diez minutos) desde que se pulsa un botón o interruptor. Algunos de ellos se pueden "rearmar" durante la temporización mediante una nueva pulsación, iniciándose un nuevo ciclo.
También pueden emplearse por los particulares para usos domésticos (como puede ser dejar encendido, durante un determinado número de minutos, un aparato o las luces dentro de una vivienda).
Se suele montar sobre carril DIN.

## Otros usos
El temporizador es un elemento importante en muchos campos, como, por ejemplo, en los laboratorios biológicos, donde permite controlar con precisión el tiempo de exposición, tales como la digestión enzimática.
Se usa igualmente para la detonación de explosivos, permitiendo evacuar un área de peligro.

## Véase también

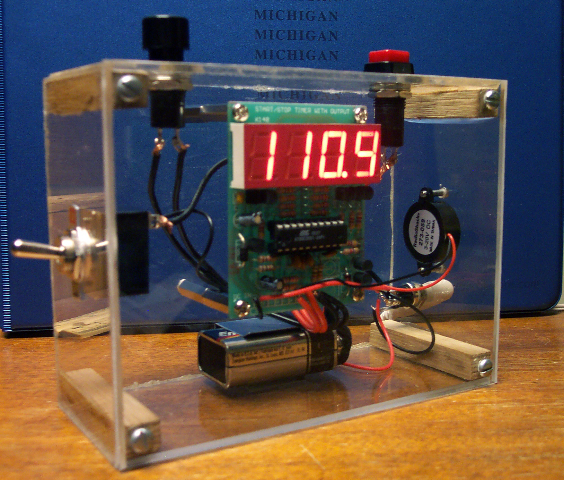
Un temporizador digital sencillo. Los componentes internos -incluyendo la placa de circuito con un chip de control y LED de visualización, una batería y un zumbador - son visibles.